# Sanys irrosea
Sanys irrosea là một loài bướm đêm trong họ Erebidae.